# Metarctia longipalpis
Metarctia longipalpis is een vlinder uit de familie spinneruilen (Erebidae), onderfamilie beervlinders (Arctiinae). De wetenschappelijke naam van de soort is voor het eerst geldig gepubliceerd in 1923 door Hulstaert.
Deze nachtvlinder komt voor in tropisch Afrika.